# Mazkeret Batya Silverbacks 2019-2020
Questa voce raccoglie le informazioni riguardanti i Mazkeret Batya Silverbacks nelle competizioni ufficiali della stagione 2019-2020.

## Israel Football League 2019-2020

### Pre-season
| Mazkeret Batya 22 novembre 2019, ore 10:00 | Mazkeret Batya Silverbacks | 34 – 6 (0-0 16-0 6-6 12-0) referto | Petah Tikva Troopers | (0 spett.)\| Arbitro: \| Greisas \| |
| Arbitro:                                   | Greisas                    |                                    |                      |                                     |

### Stagione regolare
| 29 novembre 2019, ore 10:00 | Mazkeret Batya Silverbacks | 13 – 26 (7-6 0-0 0-0 6-20) | Beersheva Black Swarm | (13 spett.) |

| 5 dicembre 2019, ore 20:30 | Petah Tikva Troopers | - – - | Mazkeret Batya Silverbacks |  |

| 14 dicembre 2019, ore 20:00 | Tel Aviv Pioneers | 26 – 28 (0-8 14-6 12-6 0-8) | Mazkeret Batya Silverbacks | (30 spett.) |

| 20 dicembre 2019, ore 9:30 | Mazkeret Batya Silverbacks | 0 – 21 (0-7 0-7 0-0 0-7) | Haifa Underdogs | (17 spett.) |

| 9 gennaio 2020, ore 20:00 | Beersheva Black Swarm | 28 – 12 (8-12 12-0 0-0 0-0) | Mazkeret Batya Silverbacks | (36 spett.) |

| 17 gennaio 2020, ore 10:00 | Mazkeret Batya Silverbacks | 26 – 56 (12-8 0-22 6-20 8-6) | Ramat HaSharon Hammers |  |

| 31 gennaio 2020, ore 10:00 | Haifa Underdogs | 41 – 0 | Mazkeret Batya Silverbacks |  |

| 8 febbraio 2020, ore 20:30 | Judean Rebels | 26 – 20 | Mazkeret Batya Silverbacks |  |

| 14 febbraio 2020, ore 10:00 | Mazkeret Batya Silverbacks | 6 – 36 | Jerusalem Lions |  |

| 21 febbraio 2020, ore 10:00 | Mazkeret Batya Silverbacks | 24 – 35 | Tel Aviv Pioneers |  |

| 28 febbraio 2020, ore 10:00 | Ramat HaSharon Hammers | 54 – 0 | Mazkeret Batya Silverbacks |  |

### Statistiche di squadra
| Competizione | %Vittorie | In casa | In casa | In casa | In casa | In casa | In casa | In trasferta | In trasferta | In trasferta | In trasferta | In trasferta | In trasferta | Totale | Totale | Totale | Totale | Totale | Totale |
| Competizione | %Vittorie | G       | V       | N       | P       | Pf      | Ps      | G            | V            | N            | P            | Pf           | Ps           | G      | V      | N      | P      | Pf     | Ps     |
| ------------ | --------- | ------- | ------- | ------- | ------- | ------- | ------- | ------------ | ------------ | ------------ | ------------ | ------------ | ------------ | ------ | ------ | ------ | ------ | ------ | ------ |
| Preseason    | 1.000     | 1       | 1       | 0       | 0       | 34      | 6       | 0            | 0            | 0            | 0            | 0            | 0            | 1      | 1      | 0      | 0      | 34     | 6      |
| Campionato   | .100      | 5       | 0       | 0       | 5       | 69      | 174     | 5            | 1            | 0            | 4            | 60           | 175          | 10     | 1      | 0      | 9      | 129    | 349    |
| Totale       | .182      | 6       | 1       | 0       | 5       | 103     | 180     | 5            | 1            | 0            | 4            | 60           | 175          | 11     | 2      | 0      | 9      | 163    | 355    |